# De sprookspreker
De sprookspreker is een hoorspel van Seamus McGonagle. The Storyteller werd op 18 april 1966 door de BBC uitgezonden, vertaald door Josephine Soer en door de TROS uitgezonden op woensdag 17 maart 1976, van 23:00 uur tot 23:48 uur. De regisseur was Bert Dijkstra.

## Rolbezetting
- Marijke Merckens (Barbara)
- Joke van den Berg (Martha)
- Huib Orizand (Sebastian)
- Jan Borkus (George)
- Johan Sirag (John)
- Lies de Wind (Violet)
- Irene Poorter (een caissière)
- Elly den Haring & Ine Veen (twee vrouwen)

## Inhoud
Hoofdfiguur in dit verhaal is Sebastian, een oude zwerver, goed van de tongriem gesneden en er telkens opnieuw in slagend het medelijden van anderen op te wekken. Hij noemt zich dan ook een shanachee, de naam van de oud-Ierse verhalenvertellers die door het land trokken en in ruil voor een stevig maal en een goed bed in de huiselijke kring verhalen en legenden vertelden. De ervaring heeft hem geleerd dat je, om vaste grond op veilige bodem te krijgen, de vrouw des huizes moet weten in te palmen. Daarin slaagt hij dan ook meesterlijk als hij toevallig in contact komt met Barbara, die juist haar inkopen doet in een supermarkt. Een heel genoeglijke avond is het gevolg voor Barbara en haar man…